# Buzz (Ryanair)
A Buzz (IATA: RR, ICAO: RYS, Hívójel: MAGIC SUN) lengyel diszkont légitársaság varsói székhellyel. Korábban Ryanair Sun néven a Ryanair Holdings leányvállalata és a Ryanair, a Malta Air, illetve a Lauda Europe testvérlégitársasága.
A 2017-ben alakult és eredetileg menetrend szerinti járatok nélküli charter légitársaságként működő Buzz a Ryanair nevében üzemeltet menetrend szerinti járatokat, valamint charterjáratokat Lengyelországból. 2019 márciusában a Ryanair bejelentette, hogy a Ryanair Sun 2019 őszén Buzz néven újjáalakul. A Buzz 2020 januárjában kezdte meg működését.

## Története

### Kezdetek
A vállalat 2018. április 3-án megkapta a lengyel polgári légiközlekedési hatóság által kiadott működési engedélyét. A cég 2018. április 23-án kezdte meg működését, és az első járata 2018. április 26-án közlekedett a Poznań Henryk Wieniawski repülőtérről a Zákinthosz nemzetközi repülőtérre. Poznanban és Wroclawban a légitársaság a már meglévő Ryanair bázisok infrastruktúráját használta, míg Katowicében és Varsóban újakat hoztak létre.
2018 nyarán a légitársaság képviselői bejelentették, hogy a Ryanair Sun flottájának mind az öt repülőgépe lengyel lajstromjelet kap. A Ryanair Sun egy saját, SP-RSA lajstromjelű Boeing 737-800-ast üzemeltetett. A repülőgépet Varsó-Chopin repülőtérről induló charterjáratohoz használták.
2018 szeptemberében a Ryanair bejelentette, hogy 2019. január 1-jével bezárja saját lengyelországi bázisait. Az üzemeltetésük átkerül a Ryanair Sunhoz, ami azt jelenti, hogy a Ryanair Sun az anyavállalat nevében fog működni. 2018. október végétől az SP-RSA lajstromú repülőgépe nem teljesített több charterjáratot. A repülőgép ezt követően a Ryanair Varsó-Modlin repülőtérről induló járatainak üzemeltetését váltotta fel, amely jelenleg menetrend szerinti járatokat teljesít az anyavállalat nevében. 2018 novemberétől kezdve több, korábban a Ryanair által üzemeltetett Boeing 737-es repülőgépet ír lajstromból lengyel lajstromba helyeztek át, így a Ryanair Sun üzemelteti az anyavállalata nevében a Lengyelországból induló menetrend szerinti járatokat.

### Újjáalakulás
2019 márciusában a Ryanair bejelentette, hogy a légitársaság 2019 őszén átnevezi a légitársaságot Buzz-ra. Buzz volt a neve a Ryanair brit diszkont légitársaságának, amelyet 2003 áprilisában vásárolt meg a KLM-től. A Buzz továbbra is menetrend szerinti és charterjáratokat üzemeltet közép- és délkelet-európai bázisairól, és 2019 nyarára 17 db Boeing 737-800-asról 25-re kívánta bővíteni flottáját.
2019 novemberében a Ryanair bezárta a budapesti bázisát és átadta a városból üzemelő járatait a Buzznak.
A Wizz Air kérelmét 2020 szeptemberében a Fővárosi Ítélőtábla jóváhagyta, így eltiltotta a vállalatot a Buzz márkanév és a www.buzzair.com használatától Magyarországon. A végzés csak ideiglenes volt, ezért a döntés még nem végleges.

## Flotta
2022 novemberében a Buzz flottája a következő repülőgépekből áll:

## Fordítás
Ez a szócikk részben vagy egészben  a   Buzz (Ryanair) című angol Wikipédia-szócikk ezen változatának fordításán alapul.  Az eredeti cikk szerkesztőit annak laptörténete sorolja fel. Ez a jelzés csupán a megfogalmazás eredetét és a szerzői jogokat jelzi, nem szolgál a cikkben szereplő információk forrásmegjelöléseként.